# Jean-Baptiste Grellet de La Rouzière
Jean-Baptiste Grellet de La Rouzière est un homme politique français né le 29 janvier 1758 à Néoux (Creuse) et décédé le 28 novembre 1844 au même lieu.

## Biographie
Notaire à Aubusson, il est ensuite inspecteur des contributions et député de la Creuse de 1808 à 1814.

## Sources
- Ressources relatives à la vie publique :   - base Léonore
  - Base Sycomore
- « Jean-Baptiste Grellet de La Rouzière », dans Adolphe Robert et Gaston Cougny, Dictionnaire des parlementaires français, Edgar Bourloton, 1889-1891 [détail de l’édition]